# پیر عبدالرحمن
پیر عبدالرحمن (به انگلیسی: Pir Abdul Rehman) یک شهر در پاکستان است که در پنجاب واقع شده‌است.